# La maman et la putain
La maman et la putain è un film del 1973 scritto e diretto da Jean Eustache, vincitore del Grand Prix Speciale della Giuria al 26º Festival di Cannes.

## Trama
Alexandre trascorre le sue giornate a Parigi sorseggiando caffè nel famoso ristorante Les Deux Magots di Saint-Germain-des-Près. Il giovane è reduce da una forte delusione amorosa (la fidanzata di tanti anni gli preferisce un altro), e non ha lavoro (e non intende in nessun modo neanche cercarlo). Anzi, spudoratamente si fa mantenere dalla più matura Marie, che ha una piccola boutique, con cui intrattiene una relazione di tipo aperto (e a cui non nasconde nulla, neanche le sue conquiste). Un giorno Alexandre incontra un'infermiera, Véronika, giovane come lui e squattrinata come lui. E, nonostante la ragazza (molto aperta e disinibita verso il sesso) sia inizialmente un po' interdetta dal comportamento per nulla passionale di Alexandre, i due finiscono per innamorarsi e fare l'amore (proprio a "casa" di lui, mentre Marie è a Londra per lavoro). Al ritorno di Marie, s'innesca tra i tre un pericoloso e complesso rapporto, che oscilla tra la tenerezza, la gelosia e la disperazione. Alcuni episodi drammatici, infatti, rischiano di compromettere il delicato "equilibrio" del trio (una volta si ritrovano tutti nello stesso letto, una notte Marie tenta il suicidio davanti agli altri due, in un'altra occasione le due donne si coalizzano per intentare una sorta di processo ad Alexandre). Infine Véronika resta incinta. Certamente Alexandre ha imparato a questo punto che cosa sia la vera vita: meno facile di quella che conduceva precedentemente, ma certamente anche più reale.

## Analisi
Il film più noto del regista (morto suicida pochi anni dopo) viene letto come una "parabola degli anni successivi al '68, dove la politica non è più un ideale e il sesso, da forza rivoluzionaria, è rientrato nei ranghi dei giochi di potere della coppia borghese" (Paolo Mereghetti). Il film inizia come una frizzante commedia, densa di dialoghi parossistici e brillanti, e si chiude carico di cupezza e drammaticità. I personaggi denudano la loro anima con una franchezza non frequente nel cinema dell'epoca, basti citare le frasi dei due protagonisti Alexandre ("Ho mentito spesso a te, ma mai a me stesso" dice all'ex fidanzata) e Marie ("Ho sempre fatto l'amore subito, con chiunque volessi").
Al tempo il film venne criticato per le opinioni "reazionarie" espresse dai protagonisti (ad esempio nei confronti dell'aborto) e per i loro comportamenti chiari e disinibiti (compreso un ménage à trois, anche se appena abbozzato). Rimane tuttavia un ottimo documento di un'epoca, con una sceneggiatura molto lunga (quasi 3 ore e mezzo di pellicola) e niente affatto superficiale.
Il titolo si riferisce ai due modelli di cui si nutre maggiormente l'immaginario maschile, e che Alexandre incarna alternativamente in Marie e Veronika.

## Riconoscimenti
- 1973 - Festival di Cannes
  - Grand Prix Speciale della Giuria
  - Premio FIPRESCI